# Romane Dicková
Romane Dicková (* 30. září 1999 Clamart) je francouzská zápasnice – judistka kamerunského původu.

## Sportovní kariéra
S judem začínala ve 14 letech v klubu Randoris ve Villeneuve-le-Roi na předměstí Paříže. Připravuje se pod vedením Karima Dahliho. V ženské judistické reprezentaci se pohybuje od roku 2017 v těžké váze nad 78 kg.

### Vítězství na turnajích
- 2018 – 1× světový pohár (Tblisi)

## Výsledky

### Váhové kategorie
| Turnaj             | 2016       | 2017 | 2018 | 2019 | 2020 |  |  |  |  |  |  |  |  |  |  |  |  |  |  |  |  |
| Turnaj             | 17         | 18   | 19   |      |      |  |  |  |  |  |  |  |  |  |  |  |  |  |  |  |  |
| Turnaj             | těžká váha |      |      |      |      |  |  |  |  |  |  |  |  |  |  |  |  |  |  |  |  |
| Olympijské hry     | —          |      |      |      |      |  |  |  |  |  |  |  |  |  |  |  |  |  |  |  |  |
| Mistrovství světa  |            | —    | —    |      |      |  |  |  |  |  |  |  |  |  |  |  |  |  |  |  |  |
| Mistrovství Evropy | —          | —    | 1.   |      | 1.   |  |  |  |  |  |  |  |  |  |  |  |  |  |  |  |  |
| ME do 23 let       | —          | —    | —    |      |      |  |  |  |  |  |  |  |  |  |  |  |  |  |  |  |  |
| MS juniorů         |            | úč.  | —    |      |      |  |  |  |  |  |  |  |  |  |  |  |  |  |  |  |  |
| ME juniorů         | —          | 1.   | —    |      |      |  |  |  |  |  |  |  |  |  |  |  |  |  |  |  |  |
| ME dorostenců      | 1.         |      |      |      |      |  |  |  |  |  |  |  |  |  |  |  |  |  |  |  |  |

### Bez rozdílu vah
| Turnaj            | 2016 | 2017 | 2018 |
| Turnaj            | 17   | 18   | 19   |
| ----------------- | ---- | ---- | ---- |
| Mistrovství světa |      | 5.   |      |